# Gisela Szagun
Gisela Szagun (* 1942 in Remscheid) ist eine deutsche Psychologin und Professorin für Entwicklungspsychologie. Sie lebte zeitweilig in England.

## Werdegang
Gisela Szagun absolvierte ihr Abitur am Gertrud-Bäumer-Gymnasium in Remscheid und studierte ab 1969 an der London School of Economics (University of London) Psychologie (Social Psychology). Sie schloss das Studium 1972 ab und wurde 1976 ebendort promoviert.
Im Jahr 1976 ging sie nach Berlin, wo sie sich nach einigen Jahren der Forschung und Lehre 1983 an der Technischen Universität habilitierte. Während dieser Zeit war sie wissenschaftliche Assistentin im Institut für Psychologie. Von 1984 bis 2006 lehrte und forschte sie als Professorin für Entwicklungspsychologie an der Carl von Ossietzky Universität Oldenburg bzw. am Institut für Psychologie (Abteilung: Kognition). Seit Oktober 2006 ist sie emeritiert. Von 2008 bis 2013 war sie Honorary Visiting Professor am University College London. Seit 2014 lebt sie wieder in Nordrhein-Westfalen, forscht weiter und hält Seminare und Vorträge.
Seit 2018 ist Gisela Szagun Mitglied der Partei Bündnis 90/Die Grünen. Seit 2020 ist Szagun Mitglied des Jugendhilfeausschusses und des Ausschusses für Stadtentwicklung und Umwelt der Stadt Radevormwald. Im Jahr 2020 kandidierte Szagun für die Vertretung in der Stadt Radevormwald.

## Forschung
Bekannt ist Gisela Szagun vor allem für ihre Forschungen und Veröffentlichungen auf dem Gebiet der Sprachpsychologie (Spracherwerb bei Kindern). Ihre Forschungsschwerpunkte sind:
- Erwerb der Flexionsmorphologie bei deutschsprachigen Kindern
- individuelle Variabilität im frühen Spracherwerb
- standardisierte Elternfragebögen zur Erfassung des frühen Spracherwerbs bei deutschsprachigen Kindern
- Altersnormen beim frühen Spracherwerb
- kurzes diagnostisches Instrument zur Erfassung des frühen Spracherwerbs
- unterschiedliche Verläufe der grammatischen Entwicklung
- spezielle Schwierigkeiten beim Erwerb von Flexionsmorphologie
- altersabhängige und soziale Einflüsse auf den Spracherwerb von Kindern mit Cochlea-Implantat

Gisela Szagun ist Mitglied der British Psychological Society und der International Association for the Study of Child Language. Mit ihren Veröffentlichungen gilt Gisela Szagun vor allem als Expertin für kindlichen Spracherwerb.

## Veröffentlichungen
- mit S. A. Schramm: Lexical specificity or early structure building? Constructing an early grammar in German child language. In: First Language. Band 39, 2019, S. 61–79.
- Sprachentwicklung beim Kind. 4., überarbeitete und erweiterte Auflage. Psychologie Verlags Union, Weinheim 1991; 7., überarbeitete Auflage: Beltz, Weinheim 2019.
- mit S. A. Schramm: Sources of variability in language development of children with cochlear implants: age at implantation, parental language, and early features of children’s language construction. In: Journal of Child Language. Band 43, 2016, S. 505–536.
- mit B. Stumper und S. A. Schramm: German Communicative Development Inventory: An Adaptation of the MacArthur-Bates Communicative Development Inventory for Toddlers. Peter Lang, Frankfurt 2014.
- Beurteilung des Sprachstandes und die Indikation zur Sprachtherapie in der pädiatrischen Praxis. In: BVKJ (Hrsg.): Leitfaden zur Beurteilung der Sprachentwicklung in der kinder- und jugendärztlichen Praxis: Rationale Indikationshilfe für Beobachtung, Sprachförderung und Sprachtherapie. BVKJ, Köln 2014, S. 8–23.
- mit B. Stumper: Der Einsatz des Elternfragebogens FRAKIS zur Erfassung des Sprachstandes bei Kindern mit Cochlea-Implantat. In: HNO. Band 61, 2013, S. 404–408.
- Sprachentwicklung beim Kind: ein Lehrbuch. 5., aktualisierte Auflage. Beltz, Weinheim 2013.
- mit B. Stumper: Age or experience? The influence of age at implantation, social and linguistic environment on language development in children with cochlear implants. In: Journal of Speech, Language, and Hearing Research. Band 55, 2012, S. 1640–1654.
- Wege zur Sprache: Ein Ratgeber zum Spracherwerb bei Kindern mit Cochlea-Implantat. Pabst Science Publishers, Lengerich 2012.
- mit Mahon, M., Vickers, D., McCarthy, K., Barker, R., Merrit, R., Szagun, G., Mann, W. & Rajput, K. (2011). Cochlear-implanted children from homes where English is an additional language: findings from a recent audit in one London centre. Cochlear-Implants-International, 12, 105–113.
- (2011). Lautspracherwerb bei Kindern mit Cochlea-Implantat. In B. Herrmann (Hrsg.), Mein Kind: Ein Ratgeber für Eltern mit einem hörbehinderten Kind, S. 40–43. Hamburg: Deutscher Gehörlosenbund e.V.
- (2011). Regular/irregular is not the whole story: The role of frequency and generalization in the acquisition of German past participle inflection.  Journal of Child Language, 38, 731–762.
- (2011). Einflüsse auf den Spracherwerb bei Kindern mit Cochlea-Implantat: soziale Faktoren und Implantationsalter. Hörgeschädigtenpädagogik, 65 (1), 6–11.
- (2010) Sprachentwicklung beim Kind: ein Lehrbuch (3. aktualisierte Auflage). Weinheim; Beltz Verlag.
- mit Stumper, B. & Schramm, S.A. (2009). FRAKIS – Fragebogen zur frühkindlichen Sprachentwicklung. Tests Info. Frankfurt am Main: Pearson. 2009
- mit Rüter, M. (2009). The influence of parents speech on the development of spoken language in German-speaking children with cochlear implants. Revista de Logopedia, Foniatria y Audiologia, 29, 165–173.
- mit Stumper, B., Sondag, N. & Franik, M. (2007). The acquisition of gender marking by young German-speaking children: Evidence for learning guided by phonological regularities. Journal of Child Language, 34(3), 445–471.
- (2007). Langsam gleich gestört? Variabilität und Normalität im frühen Spracherwerb. Forum Logopädie, 21(3), 20–25.
- (2007). Das Wunder des Spracherwerbs. Weinheim: Beltz.
- mit Tigges-Zuzok, C. & Michaelis, R. (2006). Ist Variabilität im frühen Spracherwerb behandlungsbedürftig? Kinder- und Jugendarzt, 37(3), 136–140.
- mit Sondag, N., Stumper, B. & Franik, M. (2006). Sprachentwicklung bei Kindern mit Cochlea-Implantat. Institut für Psychologie, Universität Oldenburg.
- mit Steinbrink, C., Franik, M. & Stumper, B. (2006). Development of vocabulary and grammar in young German-speaking children assessed with a German language development inventory. First Language, 26, 259–280.
- (2004). Learning by ear: on the acquisition of case and gender marking by German-speaking children with normal hearing and with cochlear implants. Journal of Child Language, 31, 1–30.
- mit Steinbrink, C. (2004). Typikalität und Variabilität in der frühkindlichen Sprachentwicklung: eine Studie mit einem Elternfragebogen. Sprache – Stimme – Gehör, 28(3), 137–145.
- (2004). Neurobiologische und entwicklungsmäßige Grundlagen des Spracherwerbs. Sprache – Stimme – Gehör, 28(1), 8–14.
- (2004). Individual differences in language acquisition by young children with cochlear implants and implications for a concept of 'sensitive phase'. In R. Miyamoto (Ed.), Cochlear Implants (pp. 308–11). Amsterdam: Elsevier.
- mit Bertram, B. & Meyer, V. (2003). Das Nachsprechen von Sätzen der Hannover-Hörprüfreihen (HHPR) und Grammatikerwerb. Hörgeschädigte Kinder, erwachsene Hörgeschädigte, 40(3), 128–132.
- (2003). Spracherwerb bei Kindern mit Cochlea-Implantat im Vergleich mit normal hörenden Kindern. Forum. Halbjahresschrift des Deutschen Fachverbandes für Gehörlosen- und Schwerhörigenpädagogik, 11, 71–82.
- (2002). Wörter lernen in der Muttersprache: Der ontogenetische Vokabularerwerb. In J. Dittmann & C. Schmidt (Hrsg.), Über Wörter (S. 311–333). Freiburg: Rombach Verlag.
- (2002). Spracherwerb bei Kindern mit Cochlea-Implantat: Individuelle Entwicklungswege und Implikationen für Konzeptionen einer sensiblen Phase. Pediatrics and Related Topics, 41, 545–558.
- (2002). Learning the h(e)ard way: The acquisition of grammar in young German-speaking children with cochlear implants and with normal hearing. In F. Windsor, M. L. Kelly & N. Newlett (Eds.), Investigations in Clinical Phonetics and Linguistics (pp. 131–144). Mahwah, NJ: Lawrence Erlbaum Associates.
- (2001). Language acquisition in young German-speaking children with Cochleat Implants. Individual differences and implications for conceptions of a „Sensitive Phase“. Pediatrics and related topics, 6(5), 288–297.
- (2001). Wie Sprache entsteht. Spracherwerb bei Kindern mit normalem und beeinträchtigtem Hören. Weinheim: Beltz.
- (2001). Learning different regularities: The acquisition of noun plurals by German-speaking children. First Language, 21, 109–141.
- (2001). Language acquisition in young German-speaking children with cochlear implants: Individual differences and implications for conceptions of a „sensitive phase“. Audiology & Neuro-Otology, 6, 288–297.
- mit Hampf, T. (2000). Normal hörende Kinder und Kinder mit Cochlea-Implantat: Der Dialog zwischen Mutter und Kind im frühen Sprachalter. Sprache – Stimme – Gehör, 24(4), 164–168.
- mit Steinbrink, C. (1999). Der Einfluß überdeutlichen Sprechens auf den Spracherwerb von Kindern mit Cochlea-Implantat. Sprache – Stimme – Gehör, 23(4), 213–217.
- (1998). Spracherwerb bei Kindern mit Cochlea-Implantat: Erste Ergebnisse einer entwicklungspsycholinguistischen Studie. Sprache – Stimme – Gehör, 22(3), 133–138.
- mit Schäuble, M. (1997). Children’s and adults’ understanding of the feeling experience of courage. Cognition and Emotion, 11(3), 291–306.
- mit Pavlov, V. I. (1995). Environmental awareness. A comparative study of German and Russian adolescents. Youth & Society, 27(1), 93–112.
- mit Mesenholl, E. & Jelen, M. (1994). Umweltbewußtsein bei Jugendlichen. Emotionale, handlungsbezogene und ethische Aspekte. Frankfurt a. M.: Lang.
- (1992). Age-related changes in children’s understanding of courage. Journal of Genetic Psychology, 153(4), 405–420.
- (1992). Children’s understanding of the feeling experience and causes of sympathy. Journal of Child Psychology and Psychiatry and Allied Disciplines, 33(7), 1183–1191.
- (1991). Zusammenhänge zwischen semantischer und kognitiver Entwicklung. In M. Grohnfeldt (Hrsg.), Störungen der Semantik (S. 37–53). Berlin: Edition Marhold.
- (1990). Die Konstruktion mentaler Begriffe am Beispiel des Begriffs Mut. Unterrichtswissenschaft, 18(4), 368–381.
- Spracherwerb und Spracherwerbsstörungen. Tagungsbericht der XVII. Arbeits- und Fortbildungsveranstaltung der dgs vom 1. bis 4. Oktober 1986 in Düsseldorf (S. 412–430). Hamburg: Wartenberg.
- (1983). From „outer“ to „inner“ reality. On the meaning of some moral words. In T. B. Seiler & W. Wannenmacher (Eds.), Concept development and the development of word meaning (pp. 157–172). Berlin: Springer.
- (1983). Bedeutungsentwicklung beim Kind. Wie Kinder Wörter entdecken. München: Urban & Schwarzenberg.
- (1980). Sprachentwicklung beim Kind. Eine Einführung. Muenchen: Urban & Schwarzenberg.
- (1979). The development of spontaneous reference to past and future:. A cross-linguistic study. Berlin: Technische Universität, Institut für Psychologie.
- (1977). Time concepts and tense forms in children’s speech. In B.A. Geber (Ed.), Piaget and knowing: studies in genetic epistemology. London: Routledge & Kegan Paul.